# Żejmy (okręg kowieński)
Żejmy (lit. Žeimiai) – miasteczko na Litwie, w okręgu kowieńskim, w rejonie janowskim, siedziba gminy Żejmy, 15 km na północ od Janowa; 962 mieszkańców (2001). 

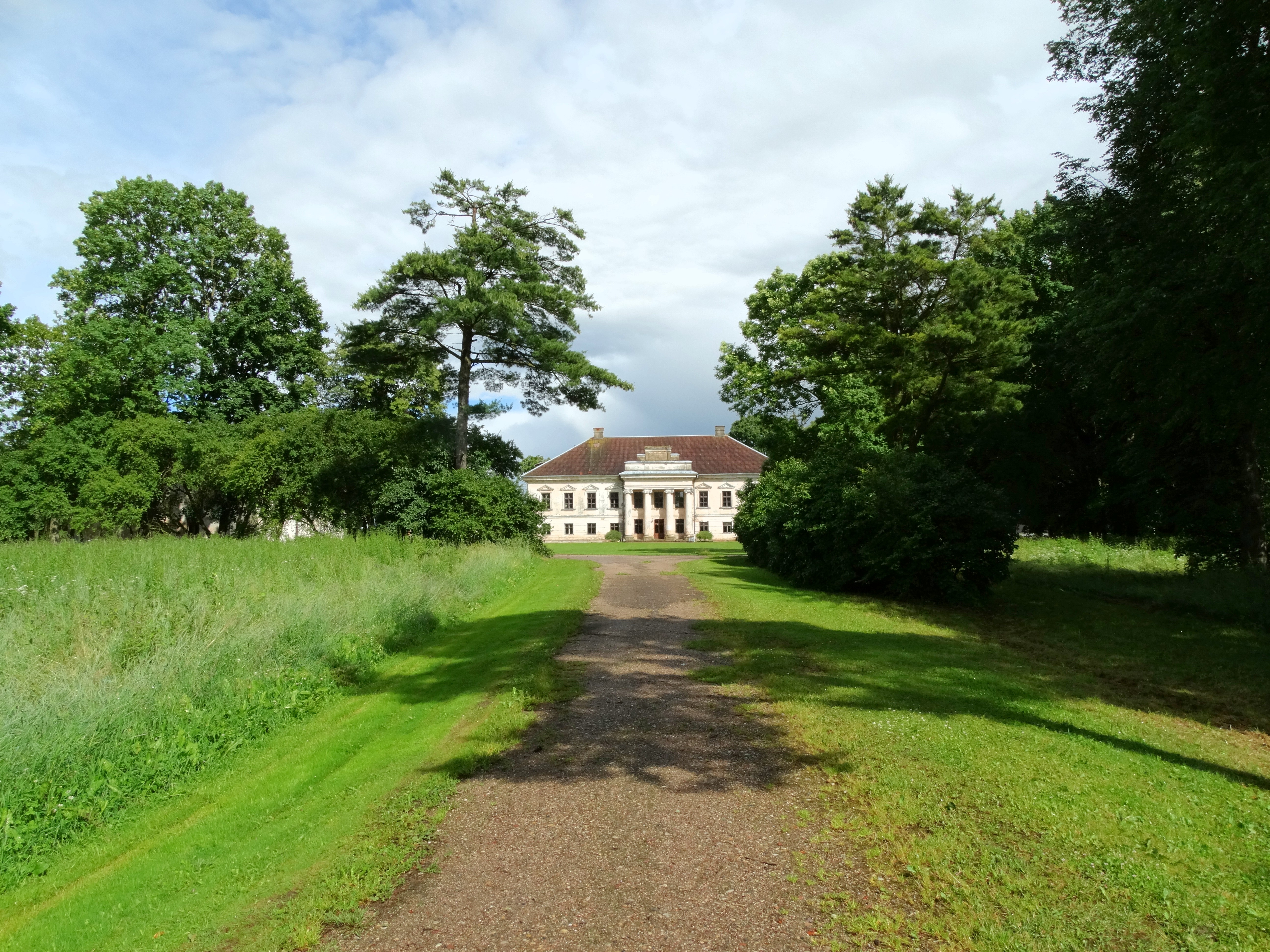
Dwór Kossakowskich

W Żejmach znajduje się kościół z kaplicą, szkoła średnia, poczta i zabytkowy pałac Kossakowskich otoczony parkiem, a także fabryka żelatyny i stacja kolejowa Żejmy. W kościele znajduje się grób polskiego architekta Wacława Michniewicza, a przed kościołem stoi poświęcony mu pomnik.
Pierwsze wzmianki z roku 1319. Od 28 listopada 2007 roku dekretem prezydenta Republiki Litewskiej miasteczko posiada własny herb.
W miejscowości znajduje się ciekawa 3-kondygnacyjna kapliczka z XVIII wieku zbudowana z cegły i kryta dachówką.